# Лер (район)
Лер (нім. Leer) — район у Німеччині, у складі федеральної землі Нижня Саксонія. Адміністративний центр — місто Лер.

## Населення
Населення району становить 172 421 осіб (станом на 31 грудня 2021).

## Адміністративний поділ
Район складається з 9 громад (нім. Mitgliedsgemeinden), об'єднаних у 2 об'єднання громад (нім. Samtgemeinden), а також трьох самостійних міст і 7 самостійних громад.
Дані про населення наведені станом на 31 грудня 2021. Зірочками (*) позначені центри об'єднань громад.
| Самостійні міста/громади: 1. Боркум (місто) (5008) 2. Бунде (7731) 3. Венер (місто) (15927) 4. Вестоферледінген (21539) 5. Ємгум (3655) 6. Лер (місто) (35078) 7. Мормерланд (23987) 8. Остраудерфен (11458) 9. Раудерфен (18341) 10. Упленген (11931) Об'єднання громад: - 1. Гезель (10980) 1. Брінкум (823) 2. Гезель * (4625) 3. Гольтланд (2195) 4. Нойкамперфен (1804) 5. Фіррель (837) 6. Шверінсдорф (696) - 2. Юмме (6786) 1. Детерн (2790) 2. Нортмор (1817) 3. Фільзум * (2179) |